# Ван Мер, Брент
Брент ван Мер (нидерл. Brent Van Moer; род. 12 января 1998,  Бельгия) — бельгийский профессиональный  шоссейный велогонщик, выступающий с 1 июля 2019 года за команду мирового тура «Lotto Soudal».

## Достижения
2015
1-й Омлоп Хет Ниувсблад (юниоры)
2016
1-й  Чемпион Бельгии — Командная гонка с раздельным стартом (юниоры)
1-й Sint-Martinusprijs Kontich — Генеральная классификация (юниоры)
1-й — Этап 3а (ИГ)
3-й Keizer der Juniores (юниоры)
7-й Париж — Рубе (юниоры)
9-й E3 Харелбеке (юниоры)
2017
2-й Чемпионат Бельгии — Индивидуальная гонка U23
2-й Tour de Flandre-Orientale
2018
1-й  Чемпион Бельгии — Командная гонка с раздельным стартом
2-й  Чемпионат мира — Индивидуальная гонка U23
1-й Омлоп Хет Ниувсблад U23
2-й Де Кюстпейл
3-й Triptyque ardennais
6-й Париж — Рубе U23